# Амур и демон
«Амур и демон» (укр. Амур i демон) — украинский фильм-драма 1994 года.

## Сюжет
В основе сценария — реальная история львовского коллекционера антиквариата, сотрудничавшего с КГБ в послевоенные годы на Западной Украине. Конфискованные у панов ценности оседали в его коллекции и, по его завещанию, после смерти хозяина переданы в Эрмитаж.

## В ролях
- Лариса Кадырова
- Олег Драч
- Юрий Рудченко
- Ольга Матешко
- Лев Перфилов
- Дмитрий Миргородский
- Юрий Муравицкий